# زانيكلية درعية
زانيكلية درعية (الاسم العلمي:Zannichellia peltata) هي نوع من النباتات تتبع جنس الزانيكلية من الفصيلة المزمارية.